# مزمزک
مزمزک (ترکی آذربایجانی: Məzməzək) یک منطقهٔ مسکونی در جمهوری آرتساخ است که در استان کاشاتاق واقع شده‌است.